# Bandera de la Alemania nazi
La bandera de la Alemania nazi, oficialmente llamado Bandera Nacional y del Reich (en alemán: Reichs- und Nationalflagge), fue la bandera oficial utilizada por la Alemania nazi desde que fue nombrada bandera nacional (Nationalflagge) en 1935 hasta la disolución del Estado nazi en 1945. Su diseño es idéntico al de la bandera del Partido Nazi, salvo por la posición del disco blanco con la esvástica nazi (Hakenkreuz) inscrita, que no está centrado sino desplazado hacia la izquierda.
Fue utilizada originariamente como el estandarte del Partido Nacionalsocialista Obrero Alemán. Tras la elección de Adolf Hitler como canciller en 1933, fue convertida en bandera cooficial el 14 de marzo de ese mismo año, junto a la tricolor negra-blanca-roja del antiguo Imperio alemán.
El 15 de septiembre de 1935, después de la muerte del presidente Paul von Hindenburg, con quien Hitler mantenía un acuerdo sobre el uso de la bandera, fue adoptada oficialmente como la única bandera nacional de Alemania. La bandera tricolor imperial fue prohibida por ser «reaccionaria». Su oficialidad se mantuvo hasta la rendición incondicional del Tercer Reich al final de la Segunda Guerra Mundial, el 8 de mayo de 1945.      

## Otras banderas del Tercer Reich
- La bandera estatal del Tercer Reich alemán era idéntica a la bandera nacional solo que la esvástica era detallada con el escudo del Tercer Reich en la esquina. Como era bandera estatal era también de uso gubernamental llamada Reichsdienstflagge (se hallaba en los ministerios y en los edificios gubernamentales).
- La bandera de guerra Reichskriegsflagge  es más conocida, y llevaba una Cruz escandinava con la esvástica en el centro de esta. En una esquina se encontraba la Cruz de Hierro. Es muy conocida por tener uso cotidiano en la Kriegsmarine.
- La bandera colonial del Reich Alemán Flagge des Reichskolonialbundes era del mismo modelo que la Bandera de guerra solo que en la esquina donde iría la Cruz de Hierro iba con fondo rojo la Cruz del Sur.
- El estandarte personal de Adolf Hitler era cuadrado el centro había un círculo donde estaba la esvástica y afuera del círculo en las esquinas del cuadrado estaba el escudo del Tercer Reich y la insignia usada por los cascos del Heer, la Luftwaffe y la Kriegsmarine.

| Bandera | Fecha     | Uso                                                    | Bandera | Fecha                           | Uso |
| ------- | --------- | ------------------------------------------------------ | ------- | ------------------------------- | --- |
|         | 1935-1945 | Bandera nacional y de la marina mercante               |         | 1933-1935 (de facto hasta 1934) | Estandarte del presidente del Reich                                                                           |
|         | 1933-1935 | Bandera nacional y de la marina mercante               |         | 1935-1945                       | Estandarte personal de Adolf Hitler                                                                           |
|         | 1933-1935 | Pabellón de proa (Gösch) y Bandera de guerra del Reich |         | 1933-1935                       | Bandera del ministro de Defensa                                                                               |
|         | 1935-1945 | Gösch                                                  |         | 1935-1938                       | Bandera del comandante en jefe de las fuerzas armadas unificadas Wehrmacht (sustituyó al Ministro de Defensa) |
|         | 1935-1938 | Bandera de guerra del Reich                            |         | 1938-1945                       | Bandera de las colonias del Tercer Reich (nunca usada)                                                        |
|         | 1938-1945 | Bandera de guerra del Reich                            |         | 1936-1945                       | Bandera de la Ordnungspolizei (OrPo) (organización nacional de la policía regular en el Tercer Reich)         |
|         | 1935      | Bandera estatal del Reich (Reichsdienstflagge)         |         | 1931-1945                       | Bandera de las Juventudes Hitlerianas (Organización juvenil del NSDAP)                                        |

## Influencia en otras banderas
La bandera de la Alemania nazi ha tenido una evidente influencia en banderas de movimientos u organizaciones políticas de corte nacionalista/nacionalsocialista antes, durante y después de la caída del Estado. La siguiente tabla muestra algunas de ellas:

Bandera de los Ratniks de Bulgaria
Bandera del Partido Amanecer Dorado de Grecia
Bandera del Partido Nacional Social Cristiano de Canadá
Bandera del Movimiento de Resistencia Afrikáner de Sudáfrica
Bandera del Partido Rexista de Bélgica
Bandera del Partido Nacionalsocialista Obrero de Suecia
Bandera del Partido Nacionalsocialista Obrero Neerlandés de los Países Bajos
Bandera del Partido Nacional Socialista de los Trabajadores de Irán (SUMKA) de Irán
Bandera del Partido Nazi Estadounidense de Estados Unidos
Bandera del Partido Socialista del Reich de Alemania occidental
Bandera del Partido Nacional Socialista de Rumania
Bandera Del Partido Del Nuevo Triunfo de Argentina
Bandera De La Sociedad 9 De Noviembre (Reino Unido)
Bandera del Partido Social Nacionalista Sirio
Bandera Del Movimiento Nacional Socialista De Los Trabajadores Chilenos
Bandera de Patria Nueva Sociedad.
Bandera Del Partido De La Juventud Del Gran Japón
Bandera de la Unidad Nacional Rusa
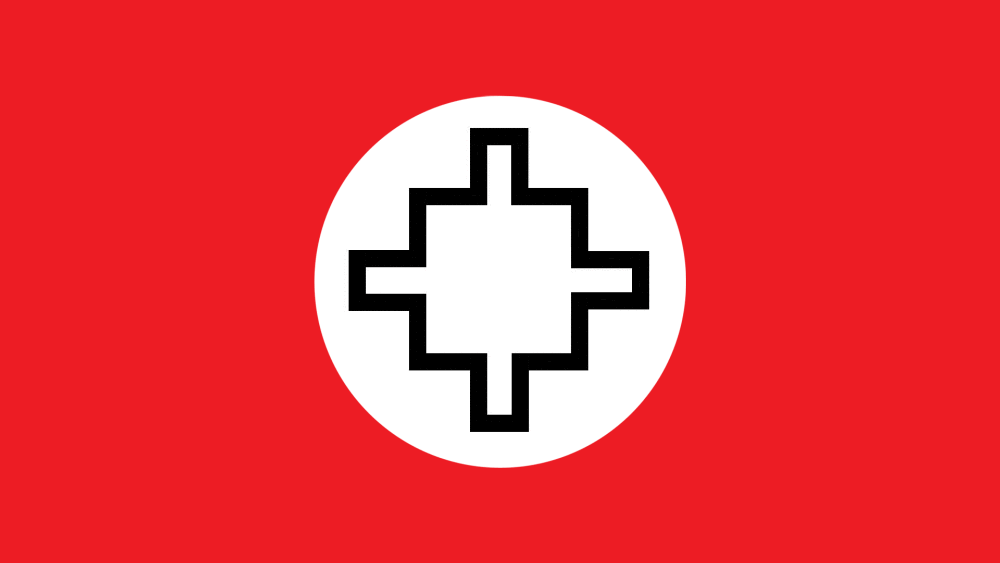
Bandera del Movimiento Etnocacerista de Perú
Bandera Integralista Brasileña
Bandera del Partido Nacional Bolchevique De Rusia
Bandera de  Ordine Nuovo de Italia
Bandera del Partido Nacionalsocialista Obrero Japonés
Bandera de la Union Nacional Sinarquista de México
Bandera del Frente de Acción de los Nacionalsocialistas/Activistas Nacionales de Alemania
Bandera del Partido de la Cruz Flechada de Hungría
Bandera del Partido Fascista Ruso
Bandera de la Union británica de fascistas
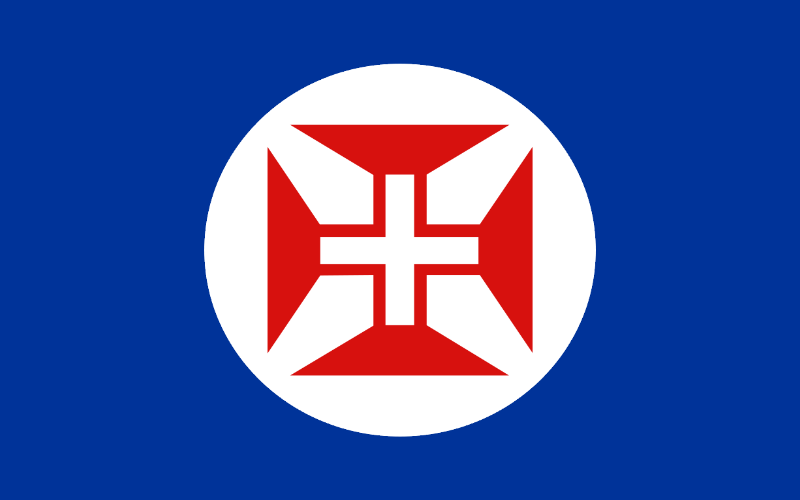
Bandera del Movimiento  Nacionalsindicalista de Portugal
Bandera del Movimiento Revolucionario Nacionalsindicalista de Chile
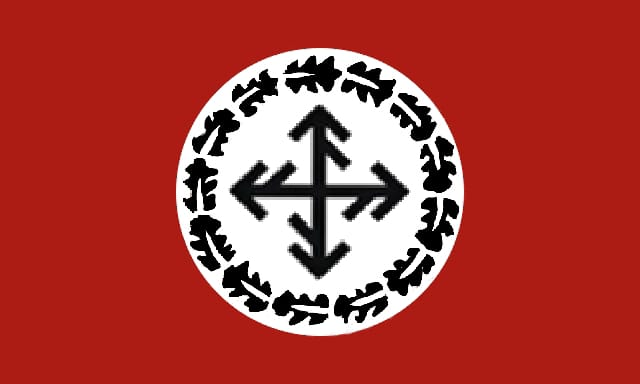
Bandera de Tercera Fuerza (Colombia)
Bandera de la Organización Nacional del Yunque (México)